# Locadi
Locadi (Lucàti in siciliano) è una frazione di Pagliara, comune italiano della città metropolitana di Messina, in Sicilia.

## Storia
Fu comune fino al 1928 e incorporato a Furci Siculo. Tuttavia nel 1938 il suo territorio fu trasferito al comune di Pagliara, del quale dunque è oggi frazione.
L'origine del nome è alquanto incerta e sembra derivare dal termine latino Locadium. Secondo un'ipotesi il nome Locadi deriverebbe da Leocades, che richiamerebbe un piccolo centro greco, come Locadi, sito su un precipizio. Il villaggio di Leocades esisteva almeno dal X secolo poiché risulta citato dal geografo arabo Edrisi.
Questo antichissimo villaggio, nel 1134, per volere di re Ruggero II di Sicilia, venne conglobato nella Terra di Savoca. Emancipatosi da Savoca nel 1695, divenne comune autonomo. Era ricompreso, fino al 1861, nel Distretto di Castroreale e nel Circondario di Savoca. Si trova nella valle del torrente Pagliara, tra Pagliara e Mandanici. La natura accidentata del sito ha suggerito agli inizi del novecento lo spostamento dell'abitato in contrada Badia, mai realizzato.
L'edificio più notevole del paese, la Chiesa Matrice di San Giovanni è andata distrutta negli anni settanta a seguito di un incendio. Rimane la Torre Sollima cinquecentesca.
Il paese ha subito negli ultimi decenni una forte diminuzione della popolazione. I pochi abitanti sono prevalentemente dediti all'agricoltura e alle attività di trasformazione dei prodotti.

## Popolazione nel corso dei secoli
- Anno 1713: 297 abitanti.
- Anno 1798: 350 abitanti.
- Anno 1831: 390 abitanti.
- Anno 1852: 445 abitanti.